# Melanoplus ligneolus
Melanoplus ligneolus är en insektsart som beskrevs av Scudder, S.H. 1898. Melanoplus ligneolus ingår i släktet Melanoplus och familjen gräshoppor. Inga underarter finns listade i Catalogue of Life.